# Ferdinand Neumann
Ferdinand Neumann (* 24. April 1911 in Konnersreuth; † 22. Februar 1999 in Frensdorf) war ein bayerischer Politiker (CSU) und der jüngere Bruder der als „Resl von Konnersreuth“ bekannt gewordenen Therese Neumann.

## Leben
„Ferdl“ Neumanns Eltern waren der Schneidermeister Ferdinand Neumann und seine Ehefrau Anna Neumann, geborene Grillmeier. Neben seiner ältesten Schwester Therese hatte er weitere neun Geschwister, von denen 1955 noch acht am Leben waren.
Nach einer im Jahre 1924 begonnenen Schneiderlehre ging er ab 1929 auf das Humanistische Gymnasium Eichstätt und bestand 1937 auf dem Zweiten Bildungsweg das Abitur in Bingen am Rhein, wonach er, wiederum in Eichstätt, bis 1940 Philosophie studierte.
Während des Zweiten Weltkrieges diente er als Gefreiter im Sanitätsdienst. Nach Kriegsende arbeitete er zunächst bei der Firma Troesch in Neusorg und trat als Gründungsmitglied in die CSU ein, in welcher er bald aufstieg. Von 1945 bis 1954 war er Vorsitzender des Kreisverbandes Kemnath und erwarb sich einen Ruf als exzellenter Redner. Von 1949 bis 1957 amtierte er als Landrat in Kemnath. Von 1946 bis 1950 saß er als Abgeordneter der CSU im Bayerischen Landtag.
Er war zudem Obmann der „Konnersreuther Kreis“ genannten Gruppe von Anhängern seiner stigmatisierten Schwester.
Ab 1958 war er bis zum Jahre 1986 als technischer Berater im Außendienst tätig.

## Der Traunsteiner Weinschieber-Skandal
Mitte der 1950er Jahre musste sich Neumann wegen unerlaubter Wareneinfuhr, Betruges und wegen Steuerhinterziehung vor Gericht verantworten und wurde schließlich im Jahre 1957 zu sechs Monaten Haft auf Bewährung und 800 D-Mark Geldstrafe verurteilt. Diese Straftaten hatte er unter dem Einfluss seiner Schwester und gemeinsam mit weiteren CSU-Politikern und katholischen Geistlichen begangen. In den Jahren 1948 und 1949 hatte die Gruppe dem Rosenheimer Weinhändler August Eutermoser bei illegalen Weinimporten geholfen, indem diese als kirchlichen und karitativen Zwecken dienend deklariert wurden. Infolge dieses Skandals musste Ferdinand Neumann seine politischen Ämter niederlegen.